# Robin Rimbaud

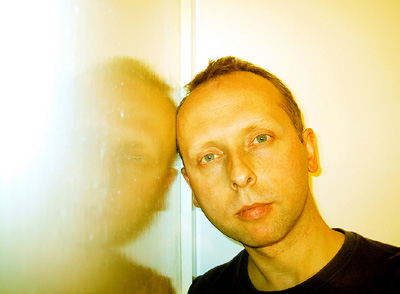
Robin Rimbaud

Robin Rimbaud (* 1964 in Southfields, London) ist ein britischer Musiker, Multimediakünstler und Sounddesigner, der zumeist unter dem Pseudonym Scanner auftritt. Er betreibt das eigene Label Bette und ist außerdem Mitglied der Band Githead, – gemeinsam mit Colin Newman von Wire sowie Malka Spigel und Max Franken von Minimal Compact.

## Leben und Wirken
Rimbaud interessierte sich früh für Avantgarde-Literatur, Kino und Musik. Er studierte moderne Kunst an der Kingston University in Surrey, wo er mit einem Bachelor of Arts abschloss. Zu dieser Zeit gründete er gemeinsam mit seinem Kommilitonen Tony Rimbaud die Band The Rimbaud Brothers, die ihre Stücke Anfang der 1980er Jahre per Kassette vertrieben. Die Band benannte sich später in Dau Al Set um, hinzu kam Chris Staley. 1986 veröffentlichte Rimbaud mit Peyrere eine Kassetten-Kompilation, auf der Current 93, Coil, Derek Jarman, Nurse with Wound und Test Dept. mitwirkten. Im selben Jahr veröffentlichte er einen Soundtrack für den Kurzfilm A Horse with No Name von Phil Viner, der beim London Film Festival gezeigt wurde. 1989 lieferte er Beiträge über zeitgenössische Kunst, Literatur, Musik und Tanz für James Parks Buch Cultural Icons.
1992 folgte sein Debüt unter dem Namen „Scanner“ mit einer gleichnamigen CD, die bei Ash International erschien. Sein Künstlername Scanner bezieht sich hierbei auf die Funkscanner, die Rimbaud häufig als Musikinstrumente verwendete. Dem Debüt folgten zwölf weitere Veröffentlichungen, die allesamt bei Touch erschienen.
1994 installierte Rimbaud in Zusammenarbeit mit Matthew Fuller and Graham Harwood unter dem Titel I/O/D ein frühes Webzine, das noch immer online ist.
Seit 2000 wirkt Rimbaud bei BBC Radio 4 als Kommentator zu kulturellen Themen mit. Ab 2002 arbeitete er verstärkt mit Choreographen zusammen, so entstand 2002 in Zusammenarbeit mit Wayne McGregor und der Random Dance Company das Stück Nemesis. 2003 folgte Detritus für die Rambert Dance Company und 2004 Qualia für das Royal Ballet. 2006 entwarf er den Sound für Merce Cunninghams E:vent am Londoner Barbican Theatre. 2007 folgten Werke für die Shobana Jeyasingh Dance Company und die Siobhan Davies Dance Company.
Zusammen mit dem Autor Sukhdev Sandhu und der Designergruppe Mind Unit entwickelte er 2006 das Sound Design für das Online-Journal Night Haunts, das das Londoner Nachtleben thematisiert. 2007 gestaltete er den Ton für den Film Gravesend des britischen Künstlers Steve McQueen, die auf der 52. Biennale von Venedig gezeigt wurde.
2008 war Rimbaud Ehrenpräsident des Qwartz Electronic Music Awards in Paris.
2009 zeigte er gemeinsam mit der Videokünstlerin Olga Mink die HD-Videoinstallation Atlantida auf der 2. Biennale der Kanarischen Inseln; im Sommer des Jahres veröffentlichte er den Soundtrack zur Eröffnungszeremonie der 13. Schwimmweltmeisterschaften in Rom, sowie den Soundtrack für die italienische Samsung-Corby-Werbekampagne.
Seit 2009 ist Rimbaud Gastprofessor am University College in Falmouth und am Le Fresnoy-Studio national des arts contemporains im französischen Tourcoing.
Im Oktober 2010 veröffentlichten Scanner und The Post Modern Jazz Quartet (Michael Bisio, Khan Jamal, Matthew Shipp und Michael Thompson) mit dem Album Blink of an Eye eine Synthese aus postmodernen (elektronischen) Elementen und „purem akustischen“ Jazz.

## Auszeichnungen
Rimbauds Radioadaption von Jean Cocteaus Die geliebte Stimme (La Voix humaine) für die BBC wurde im Jahr 2000 mit dem Prix Marulić ausgezeichnet. Seine Installation Wishing Well (zusammen mit der österreichischen Künstlerin Katarina Matiasek) gewann 2001 den Neptun Wasserpreis.

## Diskografie (Auswahl)
Alben
- 1993: Scanner – Scanner (Ash International)
- 1993: Scanner – Scanner² (Ash International)
- 1994: Scanner – Mass Observation (Ash International)
- 1995: Scanner – Spore (New Electronica)
- 1995: Scanner – Sulphur (Sub Rosa)
- 1996: Shea > Rimbaud > Hampson – Sub Rosa Live Sessions > London May 1996 (Sub Rosa)
- 1996: Scanner > Shea > Main – Sub Rosa Live Sessions > Paris June 1996 (Sub Rosa)
- 1996: Shea > Nûs > Scanner – Sub Rosa Sessions > New York September 1996 > New York Soundscape (Sub Rosa)
- 1997: Robin Rimbaud – The Garden Is Full Of Metal – Homage To Derek Jarman (Sub Rosa)
- 1997: Scanner – Delivery (Earache Records)
- 1998: Scanner – Stopstarting (Audio Research Editions)
- 1998: Scanner – Sound For Spaces (Sub Rosa)
- 1999: DJ Spooky vs Scanner – The Quick And The Dead (Sulfur Records)
- 1999: Scanner – Lauwarm Instrumentals (Sulfur Records)
- 1999: The Haters / Scanner – The Haters, Notably Scanner (Vinyl Communications)
- 2000: David Shea and Scanner – Free Chocolate Love (Sub Rosa)
- 2000: Scanner – Diary (Sulphur Records)
- 2000: Scannerfunk – Wave Of Light By Wave Of Light (Sulfur Records)
- 2002: Kim Cascone & Scanner – The Crystalline Address (Sub Rosa)
- 2002: Scanner – Nemesis: Original Score For Random Dance Company (Bette)
- 2002: Toop + Scanner + I/O3 – A Picturesque View, Ignored (Room40)
- 2002: Scanner – 52 Spaces (Bette)
- 2002: David Shea – Robin Rimbaud – Rock (Goods)
- 2003: Scanner + Stephen Vitiello – Invisible Architecture #7 (Audiosphere)
- 2003: Scanner – Double Fold (rx:tx)
- 2003: Scanner – Warhol's Surfaces (Intermedium Records)
- 2003: Scanner + Tonne – Sound Polaroids (BiP_HOp)
- 2003: Scanner – Publicphono (Mr. Mutt)
- 2004: Mike Kelley / Scanner – Esprits De Paris (Compound Annex Records)
- 2005: Scanner – Messe, Macht Des Klangs / Klang Der Macht (KunstRäume Leipzig)
- 2005: Scanner – Flower Echoes (Not On Label)
- 2005: Scanner + Jean-Paul Dessy – Play Along (Sub Rosa)
- 2005: Scanner – The Radiance Of A Thousand Suns Burst Forth At Once (Steamin’ Soundworks)
- 2005: Scanner – Reason By Heart, Sleep By Twilight (BineMusic)
- 2009: Scanner – Consegnaci, Bambina, I Tuoi Occhi (Horus Music)
- 2009: Scanner – Rockets, Unto The Edges Of Edges (BineMusic)
- 2010: Scanner With The Post Modern Jazz Quartet – Blink Of An Eye (Thirsty Ear)